# ГЕС Мерове
ГЕС Мерове — гідроелектростанція на півночі Судану, станом на середину 2010-х найпотужніша ГЕС країни. Розташована перед Високою Асуанською греблею і становить верхній ступінь у каскаді на Нілі (не рахуючи станцій на витоках річки — Блакитному та Білому Нілі). В майбутньому між Мерове та Асуаном планують побудувати ще кілька ГЕС.
У межах проекту, реалізованого в період з 2003 по 2009 роки в районі четвертого нільского порогу, спорудили греблю загальною довжиною 9,3 км. По центру розташована ділянка висотою 67 метрів, яка включає кам'яно-накидну (0,9 км) та бетонну (0,55 км) частини. В останній змонтовано водоскиди та машинний зал електростанції. Обабіч простягнулись кам'яно-накидні дамби з бетонним облицюванням висотою до 53 метрів. В результаті утворилось витягнуте по долині річки на 174 км водосховище об'ємом 12,5 млрд м3.
Машинний зал обладнаний десятьма турбінами типу Френсіс потужністю по 125 МВт, які при напорі у 43 метри повинні забезпечувати виробництво 5,5 млрд кВт-год електроенергії на рік.
Гребля Мерове повинна подовжити строк нормальної експлуатації Асуанського гідрокомплексу, оскільки буде затримувати велику кількість осадів, які несе річка (до того вони накопичувалися в озері Насера, швидко зменшуючи його корисний об'єм).
Для будівництва гідроелектростанції було залучено 15 компаній, з ких 13 були з Китаю, який також профінансував будівництво станції. Для будівництва було залучено 4 тис працівників, половина була з Китаю. Разом з ГЕС було збудовано 1745 км ліній електопередач з системою транспорматорних підстанцій.  